# SP Cailungo
SP Cailungo (Società Polisportiva Cailungo) je sanmarinský fotbalový klub z obce Borgo Maggiore založený v roce 1974. Klubové barvy jsou zelená a červená.

## Úspěchy
- Trofeo Federale (sanmarinský Superpohár do roku 2011)
  - 1× vítěz (2002)[1]